# Història de Silves
Silves és una ciutat i un municipi de la regió de l'Algarve, al sud de Portugal. L'indret on és la ciutat podria haver estat ocupat pels lusitans, que tindrien un castre al castell de Silves, i estaria després dominada pels romans. Va tenir gran importància política, cultural i econòmica durant el període musulmà, entre els segles VIII i XIII, i llavors es coneixia com Xelb. Després de la conquesta cristiana, la ciutat entra en un profund procés de declivi, i perd la seu del bisbat de l'Algarve per Faro el 1577.(2)

## Ocupació lusitana i romana
El lloc del castell podria haver estat originàriament un castre lusità, que va estar després lligat als pobles fenicis, grecs i cartaginesos.(1) Potser la ciutat fou una colònia fenícia. El castre degué ser conquerit per tropes romanes el 201 ae, que el feren una base militar i centre comercial.(1) D'acord amb els vestigis arqueològics trobats, durant aquest període hauria existit ací un temple dedicat a Diana. Al jaciment arqueològic de Cerro da Rocha Branca, a prop de Silves, s'han trobat indicis d'ocupació des de l'edat del ferro fins al període medieval, passant pels dominis romà i islàmic. S'hi trobaren fragments de ceràmica, de Terra sigillata i àmfores de tipus iberopúnic.
Aparegueren probables vestigis de l'època romana al municipi, incloent-hi un pont a Alcantarilha, les Villas d'Amoreira, a Algoz, de Vila Freda, prop de l'estació de trens de Silves, de Sâo Pedro, a Sâo Bartolomeu de Messines, i de Torrejão Velho a Tunes, estructures funeràries i una mina a la freguesia de Sâo Bartolomeu de Messines, una fortalesa i una població portuària a Armação de Pêra, dues necròpolis a Sâo Marcos da Serra, necròpolis i altres troballes prop d'Alcantarilha, un tresor amb monedes a Santo Estêvâo, un poblat al costat de la presa d'Odelouca, i un altre al costat de la do Funcho, amb una necròpoli.

## Edat mitjana

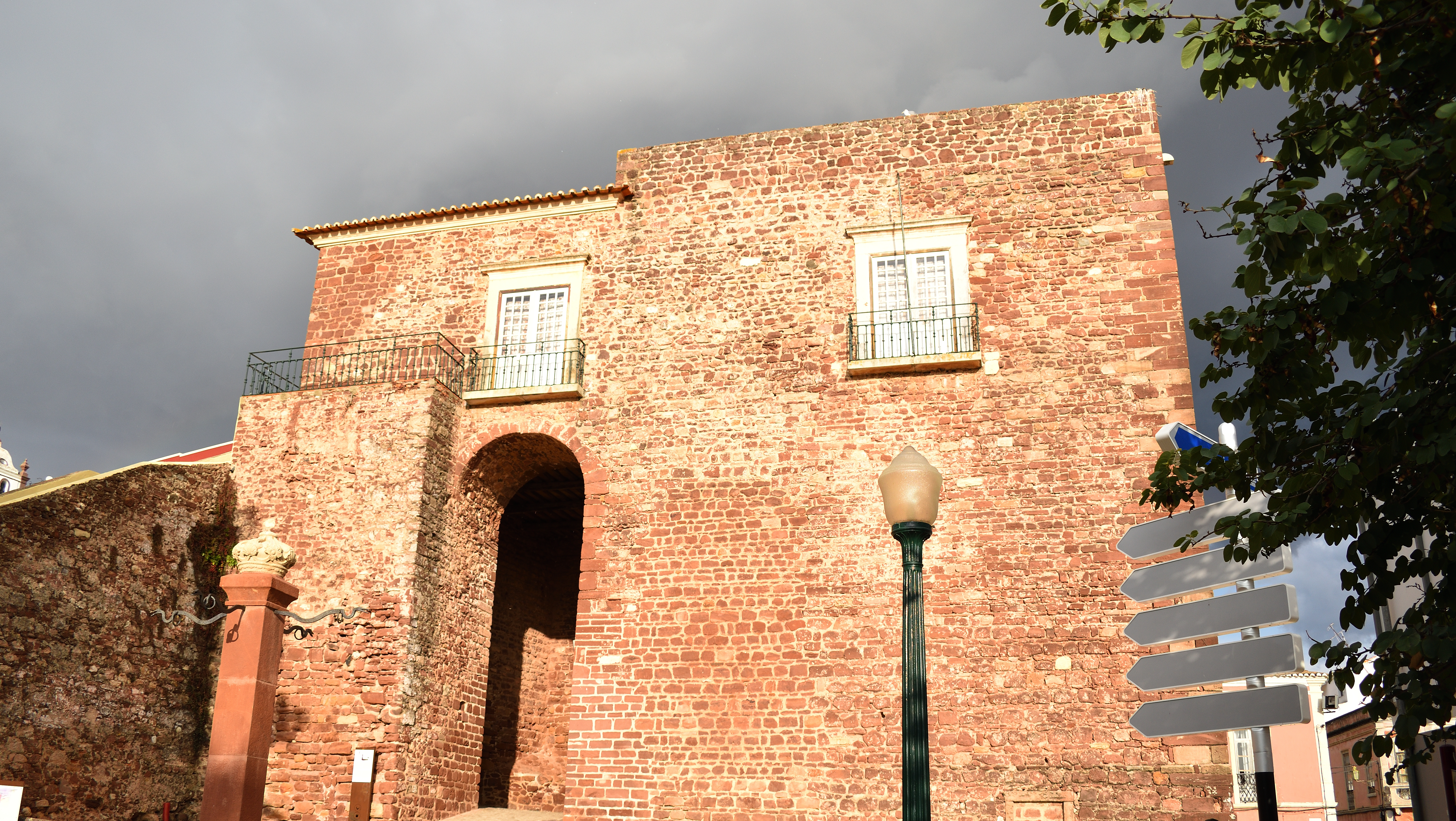
Porta d'Almoina de Silves, construïda durant el domini musulmà, i molt alterada després de la conquesta cristiana

Saluda a Silves, Abu Becre, amic, els llocs tan estimats per mi
de la meua inoblidable joventut.
Pregunta'ls si encara em recorden...
Saluda sobre tot el Xaradjibe,
aquell preciós Palau de les Baranes...
Dis-li que viu lluny un cavaller 
que es deleix per tornar-lo a veure.
 Hi vivien, forts i valents,
guerrers que als meus ulls semblaven
lleons bravíssims...
I dones inquietes i formoses,
 com gaseles blanques al capvespre...
Com recorde els boscos dels voltants 
i la poesia sense parió dels seus racons...!  

### Domini islàmic
La ciutat passà a domini islàmic al 716, i li prengué el nom de Xelb.(3) El domini musulmà va durar prop de mig mil·lenni, durant el qual la ciutat conegué una gran expansió i fou un nucli important. Silves arribà a ser la capital de l'Emirat algarvio, un emblema de la civilització islàmica a la zona occidental de la península Ibèrica.(2) Alexandre Herculano referia que «comparada amb Lisboa, Silves era molt més forta, i en opulència i sumptuositat d'edificis deu vegades més notable», citació de la Relaçâo dos Cruzados.(2) Silves també va ser un nucli de la noblesa islàmica, havent estat colonitzada per habitants originaris de la península Aràbiga, principalment iemenites, en comptes d'amazics o nadius del Marroc.(2) El geògraf musulmà Al-Idrissí la va descriure com «bella ciutat edificada en una plana, envoltada d'una forta muralla. Les rodalies estan cobertes d'hortes i pomars. Es beu aigua d'un riu que banya la població pel sud i mou molins. L'oceà queda només a tres milles, a occident. Té un port sobre el riu i drassanes. Les muntanyes properes produeixen grans quantitats de fustes que s'exporten lluny. La ciutat és bonica i s'hi veuen elegants edificis i mercats ben subministrats. La població és constituïda per àrabs del Iemen i altres que parlen un dialecte àrab molt pur. Saben també dir versos i en general són eloqüents i hàbils, tant la gent del poble com les classes elevades. Els habitants del camp són extremadament acollidors, ningú els excedeix en aquest punt.».(2) Durant el període islàmic, s'ampliaren molt les defenses de la ciutat, amb una nova muralla a la vora del riu Arade.(1) Durant el final del domini islàmic, la població fou computada en prop de trenta mil persones.(3)
Durant els segles IX i X, algunes forces normandes atacaren la zona meridional de la península Ibèrica, intentant traure profit d'un període de guerres internes als territoris musulmans: atacaren Lisboa el 884 i amenaçaren les ciutats de Silves i Sevilla, però van ser derrotats en una batalla naval al riu Arade el 996, amb el suport de reforços vinguts de Sevilla. Durant el segle XI Silves fou capital d'una taifa, un tipus de regne islàmic, formada al 1028 o 1048.
Silves fou presa i saquejada el 1060, pel rei Ferran I de Lleó, tot i que tornà poc temps després al domini islàmic. (3) Una de les principals figures de la història de Silves al segle xii fou Abu-I-Qàssim ibn Hussay, nadiu de la ciutat, que després d'una joventut pròdiga es va dedicar a l'ascetisme i la peregrinació. Va estudiar amb el famós religiós Ibn al-Arif a Almeria, i es dedicà al sufisme; poc després va començar a induir els seus deixebles a lluitar contra els almoràvits.(30) A la primeria de l'any islàmic de 539 (1144 - 1155), Abu-I-Qàssim prengué Mértola, i la revolta es va difondre per altres ciutats, incloent-hi Silves, Beja i Évora.(30) Poc temps després sorgiren divisions entre les forces d'Abu-I-Qàssim i fou expulsat de Mértola, que va passar a ser aliada d'Ibn Hamdís, governador de Còrdova.(30) Abu-I-Qàssim demanà llavors ajuda a Abd-al-Mumin, líder del Gharb al-Ândalus, que el posà al capdavant d'una campanya militar contra els almoràvits, junt amb Barraz Ibn Muhammad.(30) La primera ciutat conquerida fou Jerez, i atacaren després Niebla i Mértola, que ja era sota control almohade.(30) Finalment, van prendre Silves, que fou governada per Abu-I-Qàssim, mentre que Barraz tornà a Mértola.(30) Segons els registres històrics, la ciutat fou presa pels almohades el 542 (1147 a 1148), any següent al de la conquesta de Marràqueix, que havia estat la capital de l'Imperi almoràvit.(30) Una de les seus ambicions era aconseguir la independència de la regió occidental de l'Al-Àndalus. Entre les troballes islàmiques d'aquest període hi ha dues monedes, un dinar del tipus almoràvit, la cara del qual indica que va ser batut a Silves l'any islàmic de 544 (11 de maig de 1149 a 29 d'abril de 1150), amb el subtítol al-mahdī bi-llāh.(30) Va ser el primer exemplar d'una moneda d'or encunyada per islàmics al territori que després seria Portugal.(30) L'altra és un qirat, d'origen anònim, tot i que amb una referència a un imām, amb subtítols molt semblants als del dinar.(30) És possible que foren encunyades durant el govern d'Abu-I-Qàssim per animar la població de la ciutat a la seua causa d'independència política i religiosa.(30) Poc després, Abu-I-Qàssim i la població de Silves es van revoltar contra la dinastia almohade, durant un període de gran inestabilitat a la regió del Magrib.(30) Després de restaurar el control al nord d'Àfrica, Abde Almumine va enviar un exèrcit contra les ciutats rebels de la península Ibèrica, que es van rendir.(30) El 545 (1150-1151) Abu-I-Qàssim va tornar a revoltar-se contra Abde Almumine, i al 1151 cercà una aliança amb Alfons I. La població de Silves, però, malfià dels efectes que aquesta aliança podria causar, i el va assassinar el mes de jumada al-ula del 546 (entre el 16 d'agost i 14 de setembre del 1151).(30)
Durant l'inici del segon període del Califat almohade, entre els segles XII i XIII, Silves fou la capital d'una regió que abastava des d'Aljezur i el sud de la costa alentejana fins als actuals municipis de Lagoa i Albufeira. Aquest territori era defensat per una línia de fortaleses, de la qual formaven part els castells d'Aljezur, Alferce, que controlava la via de Silves a Monchique, Castelo Belinho, que pot haver estat un fort avançat, Alcantarilha, que era al costat de la carretera a Faro, i Paderne, que dominava la zona de frontera de la costa, i les regions de Loulé i Silves.

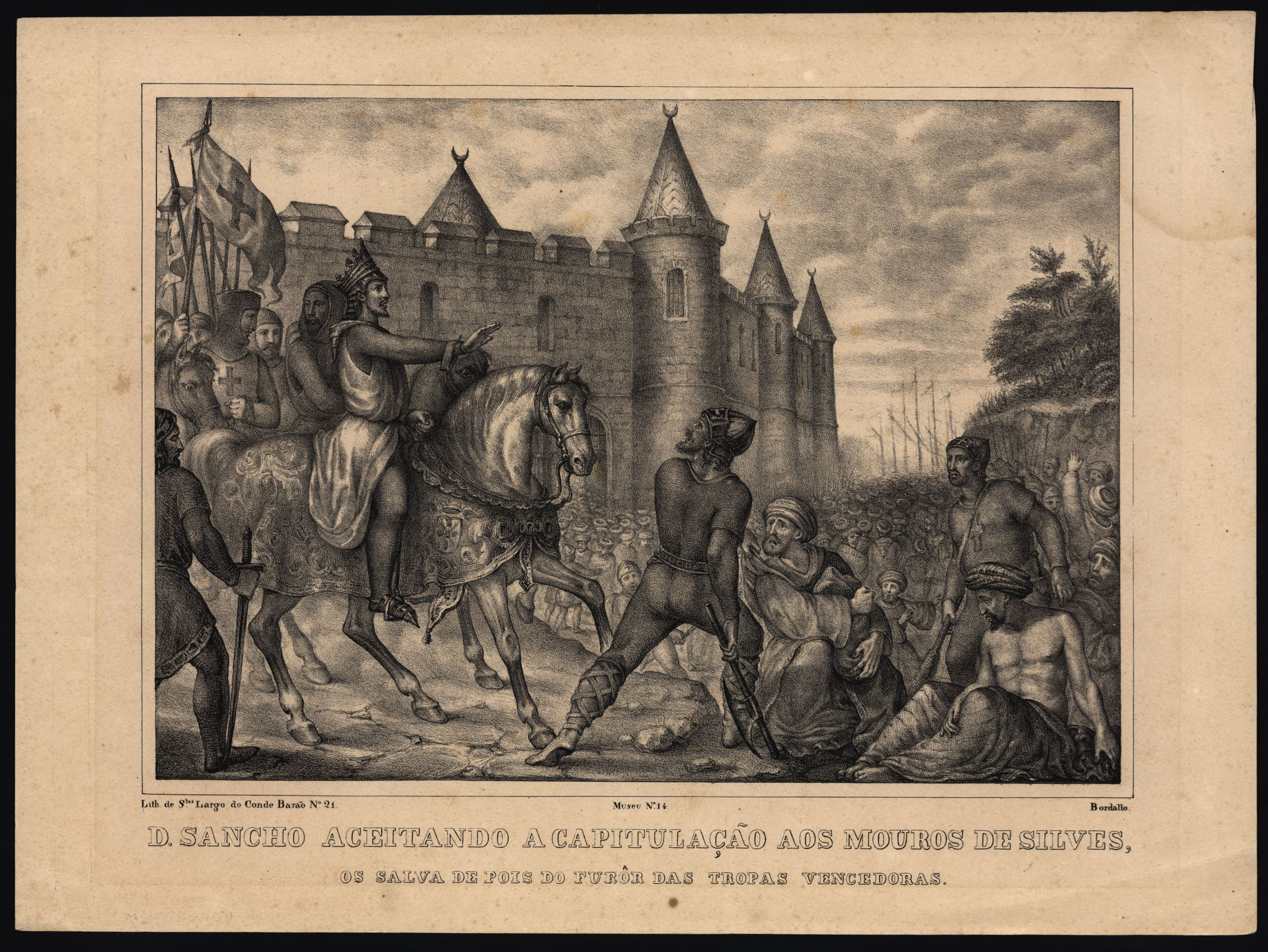
Gravat del rei Sanç acceptant la rendició dels habitants de Silves

### Conquesta cristiana
El 1189 el rei Sanç I comença a planejar la conquesta de Silves, i segueix l'exemple del seu pare, que havia emprat mercenaris estrangers durant el setge de Lisboa.(2) Així, a l'estiu d'aquest any contracta un exèrcit de croats nòrdics, que anaven per la costa portuguesa amb destinació a Terra Santa, per ajudar-lo a capturar Silves, i els pagà amb el saqueig de la ciutat.(2) Aquesta força es componia de tres mil cinc-cents soldats flamencs, germànics, britànics i danesos, i trenta-sis vaixells. La flota ix del Tajo el 16 de juliol d'aquest any, i remunta l'Arade fins a Silves quatre dies després.(2) Els croats desembarquen a l'illot Senhora do Rosário, i el setge dura fins al 3 de setembre.(2) Després de la victòria, saquegen la ciutat, massacren la població, tot i la intervenció del rei Sanç I. Els sobrevivents fugiren cap a Sevilla; els croats van prosseguir el viatge a Terra Santa, deixant la ciutat abandonada, vigilada només per uns soldats.(2) A més de Silves, els croats també conqueriren els castells d'Albufeira i Alvor. Sanç I instal·là la seu de l'Algarve a Silves, que abans era a Ossonoba, devastada per les forces islàmiques. El primer bisbe de Silves fou Nicolau, un clergue de l'Orde de Santo Agostinho que havia estat confessor del rei.(3)
Aquest primer domini cristià de Silves només va durar prop de tres anys, a causa de la pressió del califa del Marroc, Abu-Yússuf Yaqub al-Mansur. L'any següent a la conquesta de la ciutat, va atacar el territori portugués amb tres exèrcits, i assetjà Silves, però sense èxit.(41) Reprengué la campanya l'any següent, i reconquerí Silves, Alcácer do Sal, Palmela i Almada, gairebé tot el territori portugués al sud del Tajo.(41) La batalla de 1189 i la posterior reconquesta de Silves foren descrites per l'historiador islàmic Abdelwahid al-Marrakushi en la seua obra Història dels almohades, traduïda per David Lopes: «Quan arribà l'any de 585 (1188-1189 de J. C.) Pere fill d'Enric -maleït siga!- anà contra la ciutat de Silves a la península d'Al-Àndalus. L'assetjà amb les seues tropes, i els francs van venir en el seu auxili per mar amb galeres. Les condicions d'aquest socors van ser que els presoners fets pertanyerien a aquests, i a ell la ciutat, i així es va acordar. La van atacar, doncs, per terra i per mar, van fer els seus habitants captius i el fill d'Enric -maleït siga! - restà senyor de la ciutat. Llavors l'emir dels creients preparà un gran exèrcit, i s'hi feu a la mar amb el propòsit d'alliberar la dita ciutat de Silves. L'assetjà, però els cristians, no podent defensar-la, l'abandonaren i se n'anaren de la regió que ella domina. Pel que fa a l'emir només es va satisfer després d'haver-los pres una de les seues principals fortaleses, per nom Torroxo; i després tornà a la ciutat del Marroc».
Silves va romandre novament sota domini islàmic durant prop de cinquanta anys, tot i que era una ciutat devastada, lluny de l'antic fulgor que tingué durant segles.(2) Fou conquerida el 1249, durant el regnat d'Alfons III, per Paio Peres Correia, de l'Orde de Sant Jaume, que massacrà la població. Aquest any van ser també capturades les ciutats de Faro, Porches i Albufeira, i així s'acabà la conquesta portuguesa.(43) Quan els cristians entraren a la ciutat, estava gairebé deserta i amb molts edificis en ruïnes.(3) En la dècada de 1250 comença una disputa entre Portugal i Castella pel control de l'Algarve, i el rei Alfons X de Castella ordena la construcció d'un gran temple a Silves.(43) El rei de Castella va abdicar al domini de l'Algarve el 1264, tot i que amb certes condicions, com el tribut dels castells que s'havien atribuït, i renuncià totalment a la regió pel tractat de Badajoz, el 1267. El 1266 Alfons III concedeix la carta foral a Silves, pels seus esforços per repoblar i desenvolupar la ciutat.(1) També hi situa el govern d'Armas de l'Algarve, que va romandre a Silves fins al regnat d'Alfons IV.(3) Llavors la ciutat estava sofrint els efectes del progressiu rebliment del riu Arade, que en limità la navegabilitat, i reduí la importància de Silves com a un port fluvial.(2) La ciutat va ser també perjudicada pel clima d'inseguretat que se sentia a la regió després del final de la conquesta portuguesa, que produí l'abandonament de les ciutats i l'extinció de les elits locals.(2) Així i tot, Silves era considerada la ciutat més abastada, important i poblada de la zona.
El 1305, Dionís I concedí privilegis a Silves com a part d'un procés per estrényer els seus enllaços amb els municipis i la població, en detriment del poder de la noblesa. El 1361, Pere I concedí l'autonomia administrativa de la vila de Lagos en relació amb Silves, per motius de defensa i judicials. Aquesta independència aportà grans beneficis a Lagos, i contribuí significativament al desenvolupament de la vila durant els segles XIV i XV.(47)
El 1380, Ferran I torna a donar privilegis a Silves, en l'àmbit d'un programa reial per desenvolupar l'economia nacional, que començà al 1377.

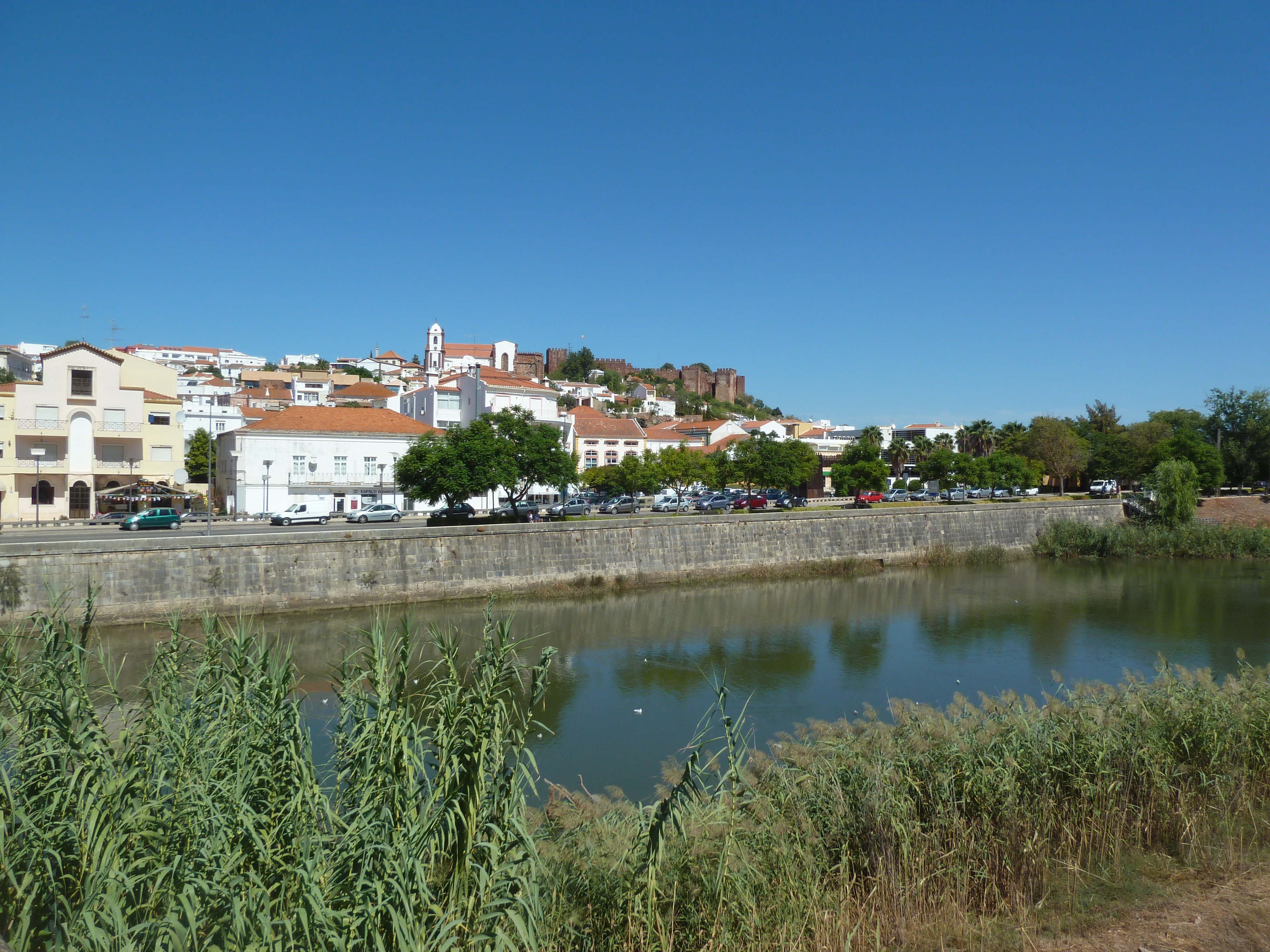
Silves, vista des de l'Arade, el 2012

## Període modern
Al segle xv l'Algarve continuà sent una regió de pocs recursos econòmics.(2) 
Al 1426, un vaixell pilotat per Diogo de Silves descobrí l'arxipèlag dels Açores, d'acord amb el mapa del cartògraf Gabriel de Vallseca. Però Silves continua en declivi, tot i certes mesures de desenvolupament, com la concessió de nous privilegis als habitants el 1487, per Joan II.(1) El novembre de 1491 aquell monarca dona una Carta de Fira a Silves.
En la primera meitat de quatre-cents, durant el final del regnat de Joan I, la població d'Alvor temptà eixir del domini de Silves. El 1456, l'infant Enric obtingué l'alcaldia de Silves, i rebé els drets sobre la ciutat l'1 de gener de l'any següent.(51) S'ha trobat una carta règia de donació, amb data del 15 de febrer de 1457, encara que molt probablement aquest document seria una substitució de l'original, del 1456.(51) 
Pel seu estat de decadència, Silves no pogué rebre dignament el rei Sebastià I quan aquest visità la ciutat.(2) Durant aquesta visita el monarca ordenà que Lagos fos elevada a categoria de ciutat.(2) El 1577 la capital de la diòcesi de l'Algarve fou transferida de Silves a Faro, accentuant el procés de decadència de la ciutat. En el període en què deixà de ser seu del bisbe, Silves era considerada una població de poca importància, amb uns centenars habitants, sense agricultura ni comerç.(3) La major part dels edificis estaven en ruïnes, a causa dels sismes que destruïren la ciutat diverses vegades.(3)
El 1637, Silves fou un dels llocs on hi hagué motins populars contra l'augment d'imposts, durant el domini filipí. La revolta començà el 21 d'agost, a Évora, i arribà a l'Algarve a setembre, on els camperols atacaren alguns centres urbans, com Silves, Faro i Tavira.(55)
El 1716 fra Agostinho de Santa Maria confirma l'estat de decadència a què Silves havia arribat, i relata que «es veu hui gairebé destruïda, deserta i arruïnada, sense bisbe, sense llum i grandesa, com un pobre i vil poble, perquè no s'hi veuen més que unes arruïnades i deslluïdes cases, que ja del tot estarien caigudes si no obligués el rei als oficials de la justícia a residir-hi».(2) Aquests edificis acabarien per caure durant el sisme de 1755, que provocà també grans danys en l'església.(2) Llavors només restaven alguns llenços i torres de les muralles, la nau de la catedral, i la capella dels Màrtirs.(2) L'antiga alcassaba de Silves haurà es reparà al segle xviii.(1) Als anys finals del govern del marqués de Pombal, aquest comença un programa pel desenvolupament de l'Algarve, que inclou la formació dels municipis de Silves i Lagoa i la fundació de Vila Real de Santo António.

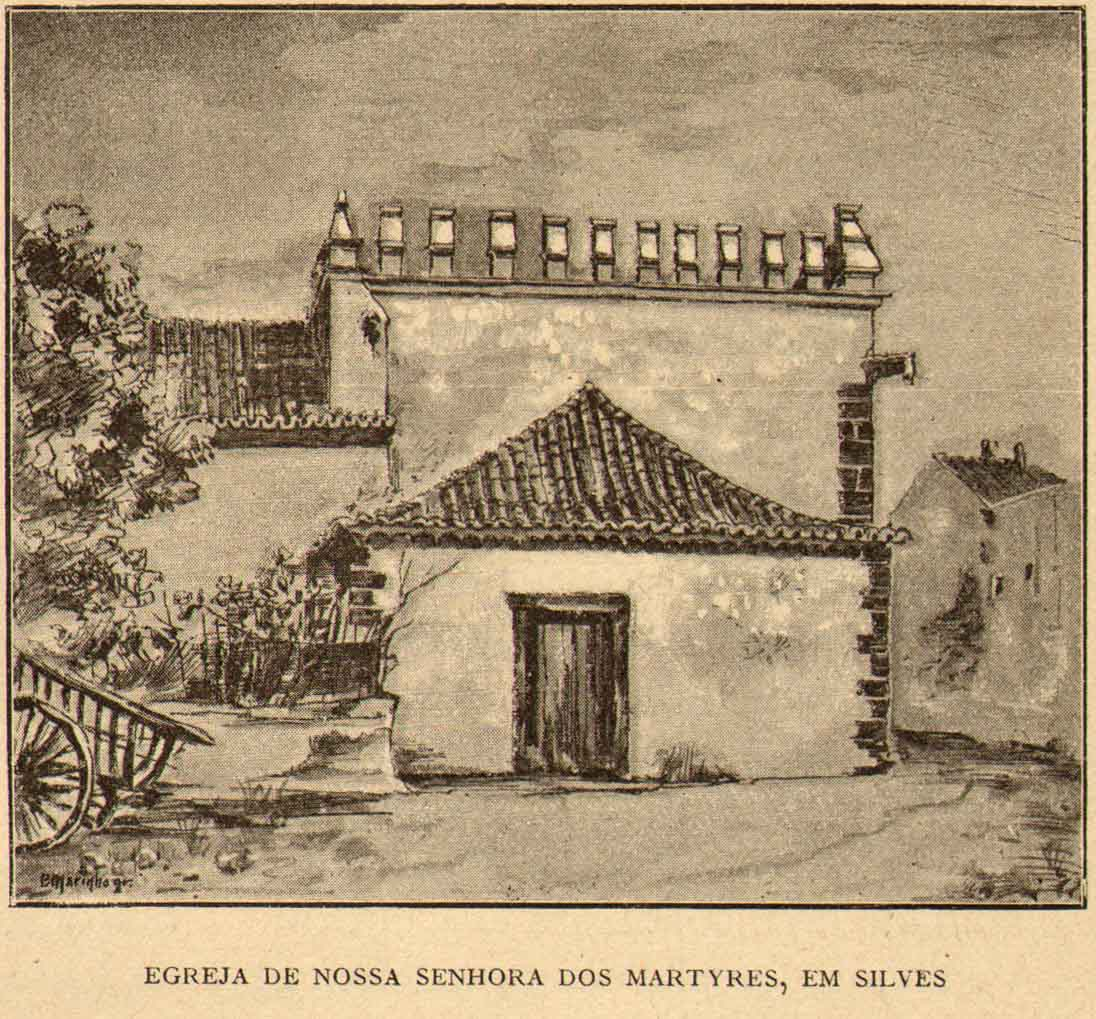
Gravat de l'església de Nossa Senhora dos Mártires, d'Alfredo Roque Gameiro, publicat en Història de Portugal, popular i il·lustrada, de 1899

## Període contemporani

### Segle XIX
El procés de decadència de Silves continua fins al segle XIX.(2) Després de la Guerra Civil portuguesa, la ciutat fou acorralada per les forces del dirigent miguelista Remexido, i se'n danyaren les muralles, que es repararen al 1835, a càrrec dels habitants.(1) Després de l'afusellament de Remexido el 2 d'agost de 1838, la ciutat continuà sent atacada per les seues tropes, per la seua situació geogràfica prop de la serra. Un dels assalts més significatius fou el de la nit del 4 d'octubre de 1840, durant l'Arraial da Senhora dos Mártires, al costat de l'ermita amb el mateix nom, als suburbis de Silves, que tot i el clima de por ajuntar un gran nombre de persones.(57) Per vigilar la festa, hi arribà una força de deu agents de la Guarda Nacional, mentre que en prevenció va quedar un grup de 23 soldats del Destacament d'Infanteria 25, alguns d'aquests en patrulles dins la ciutat. (57) Els guerrillers van intentar cercar el recinte de la festa, però algú va donar l'alerta, i provocà el pànic entre la multitud, que va fugir per la ciutat.(57) Els guerrillers, en veure la seua temptativa de setge frustrada, obriren foc sobre la multitud, i mataren algunes persones.(57) Els de la Guarda Nacional, veient que el seu nombre era molt inferior al dels miguelistes, també es van retirar per Silves, i el Destacament d'Infanteria 25 va eixir per atacar els guerrillers.(57) El saldo final d'aquest incident foren sis morts i almenys 14 ferits. Tot i que la situació a l'Algarve ja era inestable, la brutalitat d'aquest atac causà terror entre les poblacions, sobretot a Silves, que es protegiren dins les muralles.(57) L'administrador del municipi, Eugeni Damião Reixa, envià el dia 4 d'octubre una carta al governador civil sobre la situació, i va calcular que els guerrillers que participaren en l'atac havien estat quaranta.(57) El 7 d'octubre va enviar una nova missiva, i hi esmenà el nombre de guerrillers en més de seixanta a peu, i afirmà que eren liderats pel brigadier Mosqueira.(57) Tot i la situació de dol en què es trobava Silves, el governador civil no va respondre a les missives, ni prengué cap decisió per reforçar-ne la seguretat.(57) El 6 de gener, l'administrador de Silves explicà al governador civil que la columna del capità Noutel havia capturat el guerriller Joaquim Consciència, suposat líder de l'atac l'any anterior, i dos joves que estaven armats. Tres dies després, va informar que Joaquim Consciència i un dels joves havien estat afusellats al Camp de la Senhora dos Mártires, a Silves.(57)

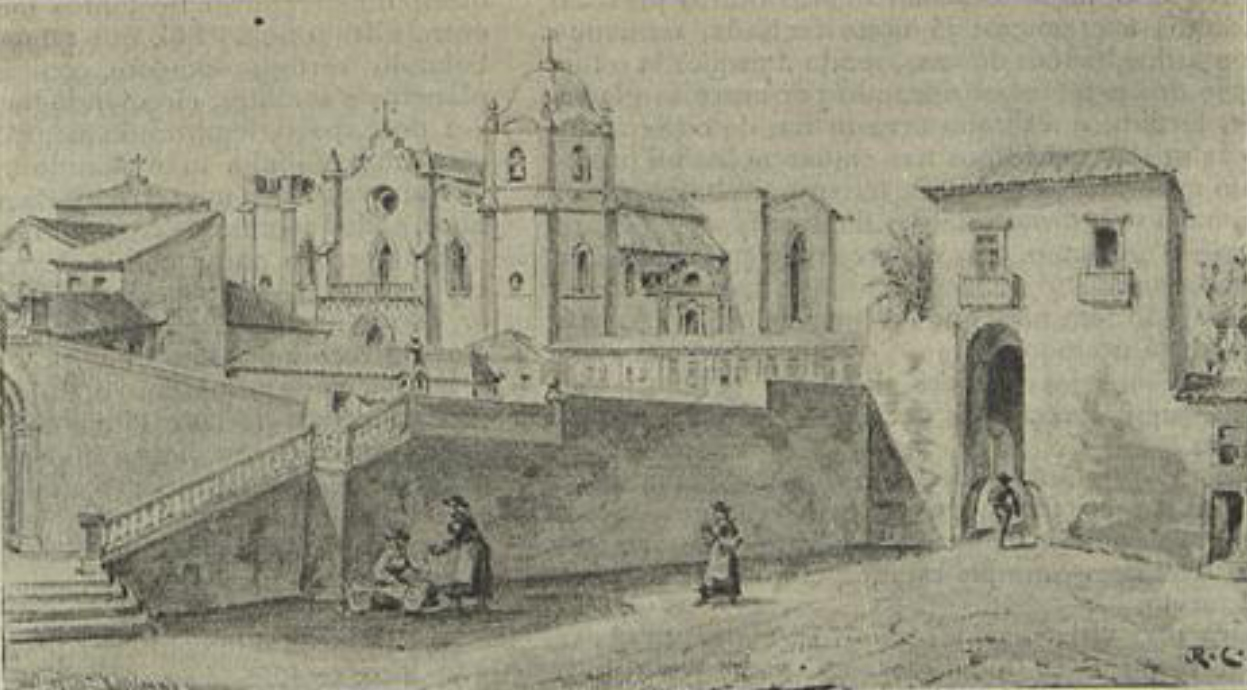
Gravat de la Seu de Silves, publicat en la revista O Ocidente, el 1911. L'edifici de la dreta deu ser l'antiga almoina

### Segle XX
Durant el segle xx, la ciutat de Silves tingué una fase d'expansió de les seues infraestructures, com ara amb el ferrocarril l'any 1902. Llavors la ciutat era un important centre agrícola, comercial i industrial i un nucli de formació d'obrers del suro.
Durant la la dictadura, Silves fou un dels municipis on hi hagué més resistència contra el règim, i alguns habitants foren arrestats per motius polítics, i s'hi organitzaren algunes vagues. La ciutat patí un fort control per part de la Policia Internacional i de Defensa de l'Estat, que mantenia les associacions vigilades, censurava la premsa i obria el correu dels ciutadans considerats sospitosos.(60) Silves fou un dels principals centres laborals que participaren en una temptativa fallada de colp d'estat contra la dictadura el 18 de gener de 1934, organitzada per la Confederació General del Treball i pel Partit Comunista Portugués, que també va tenir lloc a Marinha Grande, a Barreiro i a Seixal. Als anys 1940, el castell de Silves fou restaurat, i esdevingué un dels principals monuments militars islàmics de l'Algarve.(2) A mitjans d'aquesta dècada, Silves era un centre industrial amb prop de 10.000 habitants, i això suposava una important recuperació del període de decadència que havia sofert des del final de la conquesta cristiana, però estava molt lluny de l'antiga importància cultural, econòmica i política del domini islàmic.(3) El 1950 la ciutat havia estat ampliada amb diverses obres estatals, incloent-hi una escola, correus i una presó. Llavors, però, la indústria surera de Silves entrà en un procés de decadència.(59) Durant el mandat de Carlos Alberto Falcão com a batle, als anys 1950, la ciutat i el municipi de Silves van desenvolupar-se amb la inauguració de la presa de l'Arade el 1956, l'obertura de les primera i segona fases del mercat el 1957, la inauguració d'una nova escola, un nou edifici de l'hospital, un cinema i el barri per a pobres Dr. Francisco Vieira el 1959.
El 1969, la ciutat va sofrir un terratrèmol, que va provocar danys al castell.(1) Durant la Revolució del 25 d'abril de 1974, la ciutat restà sense comunicacions telefòniques per la intervenció de la Guarda Nacional Republicana a Portimão, i una operació de les tropes del Moviment de les Forces Armades a Fóia, i és per això que la població sabé del cop d'estat el dia 26 d'abril. La victòria dels revolucionaris fou llargament festejada a la ciutat, i es va commemorar igualment el Dia de les persones treballadores.(60) Per decisió popular, aquest any va ser donat el nom del 25 d'abril i 1 de maig a un carrer i a una plaça de Silves.(60) L'executiu consistorial que ja existia durant la revolució va continuar en funcions fins al 19 de juny de 1974, quan va prendre possessió la Comissió Administrativa, i el 12 de desembre de 1976 van tenir lloc les primeres eleccions municipals.(60)
En la segona meitat del segle xx, la ciutat va quedar al marge del desenvolupament de la indústria del turisme de la zona, per la plena del riu Arade, que impedia la navegació fluvial fins i tot a la ciutat.(2) Per remeiar aquesta situació, José Hermano Saraiva proposà, a més d'obres per restituir la navegabilitat fins a Silves, l'establiment d'enllaços culturals amb el Iemen, i el desenvolupament d'una indústria d'artesania i d'oferta hotelera, entre altres mesures, que afirmaren la ciutat com un centre turístic i cultural de la regió.(2)